# Павичич, Домагой
Домагой Павичич (хорв. Domagoj Pavičić; 9 марта 1994 года, Загреб) — хорватский футболист, играющий на позиции полузащитника. Выступает за греческий клуб «Арис» (Салоники).

## Карьера
Домагой Павичич — воспитанник загребского «Динамо». В августе 2012 года он был отдан в аренду «Локомотиве». 1 сентября того же года Павичич дебютировал в Первой хорватской лиге, выйдя в основном составе в домашнем поединке против «Динамо». 8 ноября 2013 года он забил свой первый гол на высшем уровне, отметившись в гостевом матче с «Задаром». Первую половину 2014 года Павичич отыграл за «Динамо», а затем вновь был отдан в аренду «Локомотиве». В середине февраля 2015 года он вернулся в «Динамо», а в конце лета перешёл на правах аренды в «Риеку».

## Достижения
«Динамо Загреб»
- Чемпион Хорватии (3): 2013/14, 2014/15, 2015/16
- Обладатель Кубка Хорватии (3): 2014/15, 2015/16, 2016/17